# Aloe ibitiensis
Aloe ibitiensis är en grästrädsväxtart som beskrevs av Joseph Marie Henry Alfred Perrier de la Bâthie. Aloe ibitiensis ingår i släktet Aloe och familjen grästrädsväxter. Inga underarter finns listade i Catalogue of Life.